# Conquista normanda da Inglaterra
Conquista normanda da Inglaterra foi a invasão e ocupação da Inglaterra anglo-saxã no século XI por um exército normando, bretão e francês liderado pelo duque Guilherme II da Normandia, mais tarde Guilherme, o Conquistador.
A reivindicação de Guilherme ao trono inglês vinha de sua relação familiar com o rei anglo-saxão Eduardo, o Confessor (r. 1042–1066), que não tinha filhos, e que pode ter encorajado suas esperanças ao trono. Eduardo morreu em janeiro de 1066 e foi sucedido pelo cunhado Haroldo Godwinson. O rei norueguês Haroldo III invadiu o norte da Inglaterra em setembro de 1066, saindo vitorioso na Batalha de Fulford, porém o rei inglês derrotou e matou o norueguês na Batalha de Stamford Bridge em 25 de setembro. Poucos dias depois, Guilherme desembarcou na Inglaterra. Haroldo II foi para o sul a fim de enfrentá-lo, deixando uma boa parte de seu exército no norte. Os exércitos de Haroldo e Guilherme se encontraram no dia 14 de outubro na Batalha de Hastings; as forças de Guilherme derrotaram as de Haroldo, que morreu na batalha.
Apesar de seus principais rivais terem sido mortos, Guilherme mesmo assim enfrentou rebeliões nos anos seguintes e apenas assegurou completamente o trono em 1072. As terras dos resistentes ingleses foram confiscadas; alguns membros da elite foram para o exílio. Para controlar seu novo reino, Guilherme entregou terras aos seus seguidores e construiu castelos para comandar pontos de importância militar. Outros efeitos da conquista incluíram a corte e o governo, a introdução da língua normanda como o idioma da nova elite e mudanças na composição das classes altas, já que Guilherme manteve o direito de diretamente entregar terras como feudos. Mudanças graduais afetaram as classes agrárias e a vida nos vilarejos: a principal mudança parece ter sido a abolição formal da escravidão, que pode ou não estar ligada à invasão. Houve poucas mudanças na estrutura do governo, já que os novos administradores normandos assumiram muitas formas de governo dos anglo-saxões.

## Origens

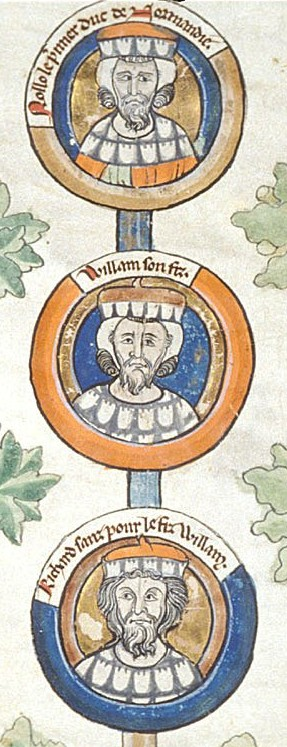
Rollo e seus descendentes Guilherme I e Ricardo I da Normandia
Representação do século XIII

Em 911, o governante franco-carolíngio Carlos, o Simples (r. 898–922) permitiu que um grupo de vikings sob seu líder Rollo se estabelecesse na Normandia, como parte do Tratado de Saint-Clair-sur-Epte. Em troca das terras, esperava-se que os vikings de Rollo fornecessem proteção ao longo da costa contra novos invasores vikings. Sua solução foi bem-sucedida, e os vikings na região tornaram-se conhecidos como os "homens do Norte", da qual "Normandia" e "normandos" são derivados. Os normandos rapidamente adotaram a cultura nativa, renunciando ao paganismo e se convertendo ao cristianismo. Adotaram a língua de oïl de sua nova casa e adicionaram recursos de sua própria língua nórdica, transformando-a na linguagem normanda. Eles se casaram com a população local e usaram o território a eles concedido como base para estender as fronteiras do ducado para o oeste, anexando territórios, incluindo o Bessin, a península do Cotentin e Avranches.
Em 1002, o rei Etelredo II de Inglaterra (r. 978–1016) casou-se com Ema, a irmã de Ricardo II da Normandia (r. 996–1026). Seu filho Eduardo, o Confessor, que passou muitos anos no exílio na Normandia, sucedeu ao trono inglês em 1042. Isto levou ao estabelecimento de uma poderosa participação normanda na política inglesa, já que Eduardo buscou apoio em seus antigos hospedeiros, trazendo cortesãos, soldados e clérigos normandos e nomeando-os a cargos de poder, particularmente na Igreja. Sem filhos e envolvido em conflitos com o formidável Goduíno de Wessex e seus filhos, Eduardo também pode ter encorajado as ambições do duque Guilherme da Normandia ao trono inglês.
Quando o rei Eduardo morreu no início de 1066, a falta de um herdeiro aparente levou a uma sucessão disputada em que vários candidatos reivindicaram o trono da Inglaterra. O sucessor imediato de Eduardo era o Conde de Wessex, Haroldo II, o mais rico e poderoso dos aristocratas ingleses. Haroldo foi eleito rei pela Witenagemot da Inglaterra e coroado por Aldredo, Arcebispo de Iorque, embora a propaganda normanda tenha alegado que a cerimônia teria sido realizada por Estigando, o não canonicamente eleito Arcebispo da Cantuária. Haroldo foi imediatamente contestado por dois poderosos governantes vizinhos. O duque Guilherme alegou que o trono inglês lhe tinha sido prometido pelo rei Eduardo e que Haroldo tinha jurado estar de acordo; o rei Haroldo III da Noruega, conhecido como Haroldo Hardrada, também contestou a sucessão. Seu direito ao trono foi baseado em um acordo entre seu antecessor Magno I da Noruega e o rei inglês anterior, Hardacanuto, pelo qual aquele que morresse sem herdeiro deixaria ao outro os tronos da Inglaterra e da Noruega. Guilherme e Haroldo imediatamente começaram a reunir tropas e navios para invadir a Inglaterra.

## Incursões de Tostigo e a invasão norueguesa

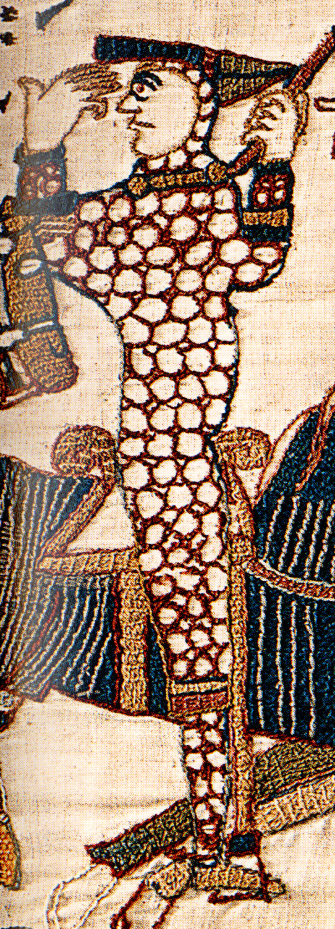
Guilherme, o Conquistador, representado na Tapeçaria de Bayeux

No início de 1066, o irmão exilado de Haroldo, Tostigo, invadiu o sudeste da Inglaterra com uma frota que ele havia recrutado em Flandres, à qual mais tarde juntaram-se outros navios das Órcades. Ameaçado pela frota de Haroldo, Tostigo moveu-se para o norte e invadiu a Ânglia Oriental e Lincolnshire, mas ele foi levado de volta a seus navios pelos irmãos Eduíno de Mércia e Morcar da Nortúmbria. Abandonado pela maioria dos seus seguidores, ele retirou-se para a Escócia, onde passou o verão a recrutar novas forças. Haroldo passou o verão na costa sul com um grande exército e frotas à espera de Guilherme para invadir, mas a maior parte de suas forças eram milícias que precisavam participar de suas colheitas, então em 8 de setembro, o rei os dispensou.
Haroldo III invadiu o norte da Inglaterra no início de setembro, levando uma frota de mais de 300 navios que talvez tenham transportado 15 000 homens. O exército do rei foi ampliado pelas forças de Tostigo, que emprestou seu apoio à reivindicação do rei norueguês ao trono. Avançando em Iorque, os noruegueses ocuparam a cidade depois de derrotar um exército inglês do norte sob Eduíno e Morcar em 20 de setembro, na Batalha de Fulford. Os dois condes tinham se apressado para envolver as forças norueguesas antes que o rei Haroldo pudesse chegar a partir do sul. Embora Haroldo II tivesse se casado com a irmã de Eduíno e Morcar, Edite, os dois condes podem ter desconfiado dele e temido que o rei fosse substituir Morcar por Tostigo. O resultado final foi que as suas forças foram devastadas e permaneceram incapazes de participar no resto das campanhas de 1066, embora os dois condes tenham sobrevivido à batalha.
Haroldo III deslocou-se para Iorque, que se rendeu a ele. Depois de tomar reféns dos principais homens da cidade, em 24 de setembro os noruegueses se dirigiram a leste para a pequena vila de Stamford Bridge. Provavelmente o rei Haroldo soube da invasão norueguesa em meados de setembro e correu para o norte, reunindo tropas por onde passou. As forças reais provavelmente levaram nove dias para cobrir a distância de Londres a Iorque, numa média de quase 40 quilômetros por dia. Na madrugada de 25 de setembro, as forças de Haroldo chegaram a Iorque, onde ele ficou sabendo a localização dos noruegueses. Os ingleses, em seguida, marcharam sobre os invasores e os pegaram de surpresa, derrotando-os na Batalha de Stamford Bridge. Haroldo III da Noruega e Tostigo foram mortos, e os noruegueses sofreram perdas tão terríveis que apenas 24 dos 300 navios originais foram necessários para levar os sobreviventes. A vitória inglesa custou caro, tendo o exército de Haroldo sido deixado em um estado abatido e enfraquecido.

## Invasão normanda

### Preparações e forças normandas
Guilherme montou uma grande frota de invasão e um exército reunido a partir da Normandia e em toda a França, incluindo grandes contingentes da Bretanha e de Flandres. Ele reuniu suas forças em Saint-Valery-sur-Somme e estava pronto para cruzar o canal em 12 de agosto. Os números e composição exatos de sua força são desconhecidos. Um documento da época afirma que ele tinha 726 navios, mas este pode ser um número exagerado. Números fornecidos por escritores contemporâneos são altamente exagerados, variando de 14 000 a 150 000 homens. Os historiadores modernos têm oferecido um conjunto de estimativas para o tamanho das forças de Guilherme: 7 000-8 000 homens, 1 000-2 000 deles de cavalaria; 10 000-12 000 homens; 10 000 homens, 3 000 deles de cavalaria; ou 7 500 homens. O exército consistia em uma mistura de cavalaria, infantaria e arqueiros ou besteiros, com números aproximadamente iguais de cavaleiros e arqueiros e os soldados em número igual aos outros dois tipos combinados. Embora as listas posteriores de companheiros de Guilherme, o Conquistador existam, a maioria é preenchida com nomes extras; apenas cerca de 35 pessoas podem ser verificadas de forma confiável como estando com Guilherme em Hastings.
Guilherme de Poitiers afirma que Guilherme obteve o consentimento do papa Alexandre II para a invasão, representado por uma bandeira papal, juntamente com o apoio diplomático de outros governantes europeus. Embora Alexandre tenha dado a aprovação papal para a conquista depois que ela teve sucesso, nenhuma outra fonte afirma o apoio papal antes da invasão. O exército de Guilherme reuniu-se durante o verão, enquanto uma frota de invasão na Normandia era construída. Embora o exército e a frota estivessem prontos no início de agosto, ventos adversos mantiveram os navios na Normandia até finais de setembro. Provavelmente havia outras razões para a demora de Guilherme, inclusive relatórios de inteligência da Inglaterra, revelando que as forças de Haroldo tinham sido implantadas ao longo da costa. O duque teria preferido adiar a invasão até que ele pudesse fazer um desembarque sem oposição.

### Desembarque e marcha de Haroldo ao sul

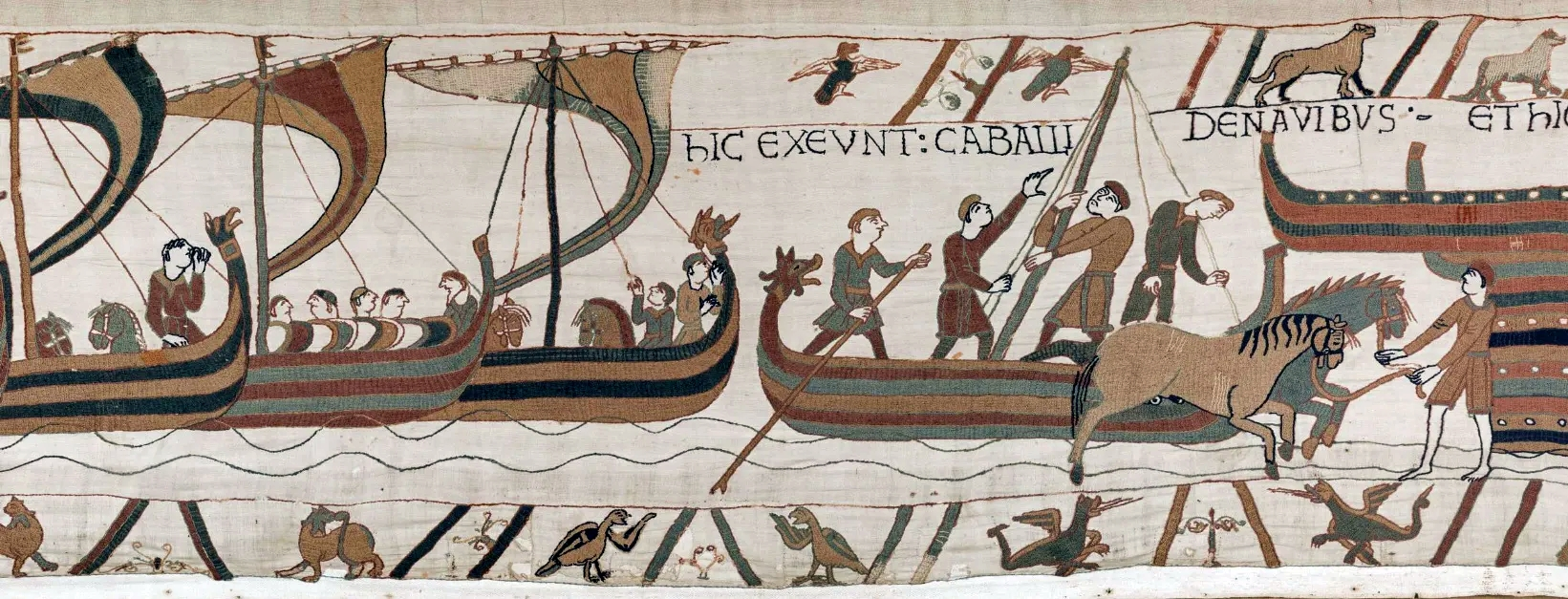
Cena do desembarque na Inglaterra, retratando os navios que chegam e cavalos que aterram,
na tapeçaria de Bayeux

Os normandos cruzaram o Canal da Mancha até a Inglaterra alguns dias após a vitória de Haroldo sobre os noruegueses, em seguida à dispersão de sua força naval. Eles desembarcaram em Pevensey, em Sussex, em 28 de setembro e ergueram um castelo de madeira em Hastings, a partir do qual invadiram a área circundante. Isso garantiu suprimentos para o exército, e como muitas das terras da região eram ocupadas por Haroldo e sua família, enfraqueceu o adversário de Guilherme e tornou mais provável que ele atacasse para pôr fim à invasão.
Haroldo II, depois de derrotar seu irmão Tostigo e Haroldo Hardrada no norte, deixou grande parte de sua força lá, incluindo Morcar e Eduíno, e marchou com o resto de seu exército ao sul para lidar com a ameaça da invasão normanda. Não está claro quando Haroldo soube do desembarque de Guilherme, mas provavelmente foi enquanto estava viajando ao sul. Haroldo parou em Londres por cerca de uma semana antes de chegar em Hastings, por isso é provável que tenha tomado uma segunda semana para marchar ao sul, numa média de cerca de 43 quilômetros por dia, para os cerca de 320 quilômetros de Londres. Embora Haroldo tenha tentado surpreender os normandos, batedores de Guilherme relataram a chegada inglesa ao duque. Os eventos exatos que antecederam a batalha são obscuros, com relatos contraditórios nas fontes, mas todos concordam que Guilherme levou seu exército de seu castelo e avançou em direção ao inimigo. Haroldo tinha tomado uma posição defensiva no topo da colina Senlac (atual Battle, Sussex Oriental), a cerca de 10 quilômetros do castelo de Guilherme em Hastings.
O tamanho e a composição do exército de Haroldo não são dados de forma confiável em fontes contemporâneas, apesar de duas fontes normandas darem números de 1,2 milhão ou 400 000 homens. Historiadores recentes têm sugerido números entre 5 000 e 13 000 para o exército de Haroldo em Hastings, mas a maioria concorda em um intervalo entre 7 000 e 8 000 soldados ingleses. Esses homens teriam sido uma mistura da fyrd  (milícia composta principalmente de soldados de infantaria), e os housecarls, ou soldados pessoais do nobre, que geralmente também lutavam a pé. A principal diferença entre os dois tipos era a sua armadura: os housecarls usavam armaduras mais bem protegidas do que a dos fyrd. O exército inglês não parecia ter muitos arqueiros, embora alguns estivessem presentes. Poucos indivíduos ingleses são conhecidos por terem estado em Hastings; os mais importantes eram os irmãos de Haroldo, Girto e Leofivino. Pode-se assumir que cerca de outros 18 indivíduos nomeados tenham lutado com Haroldo em Hastings, incluindo dois outros parentes.

### Hastings

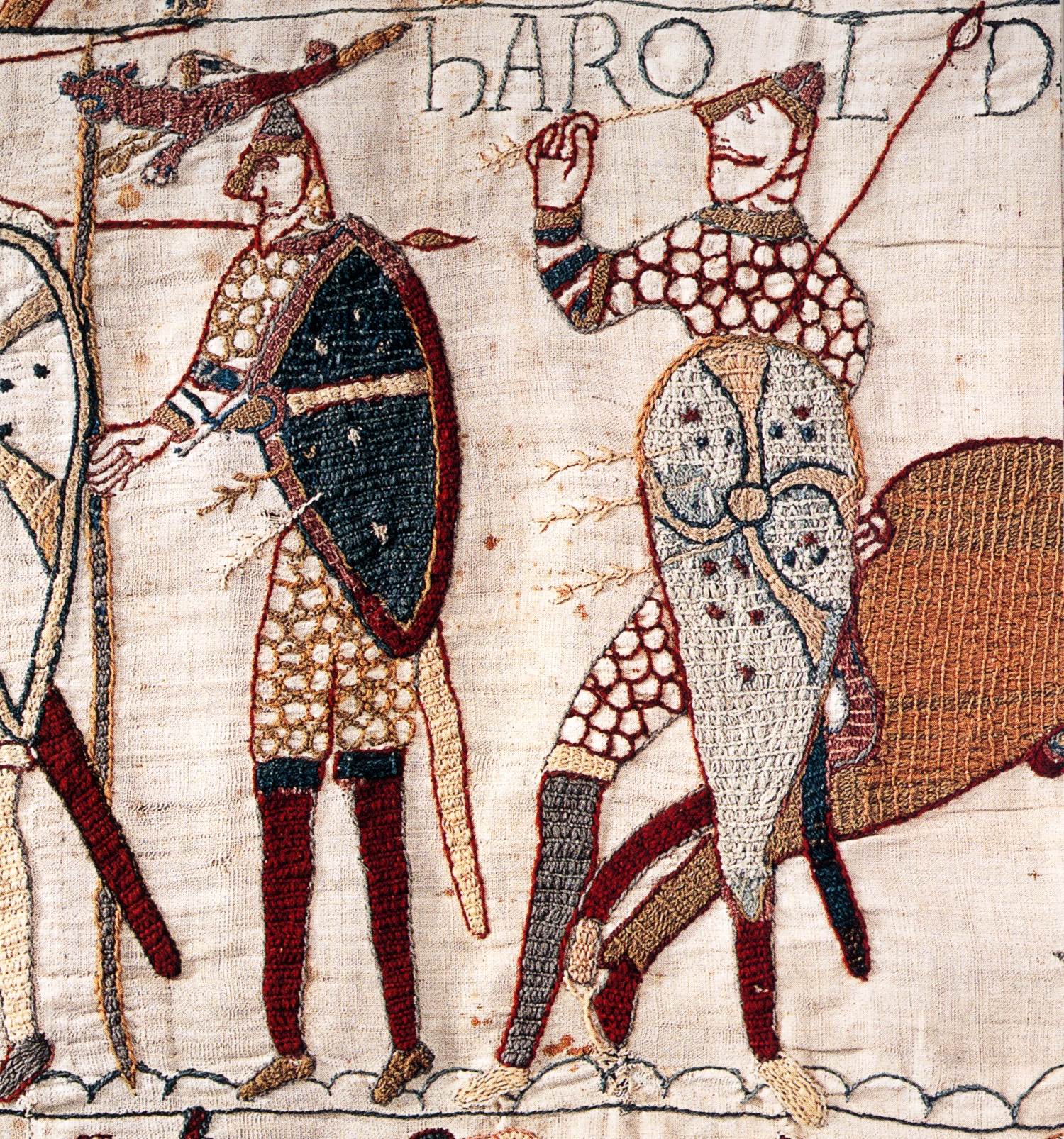
Morte de Haroldo, Representação na tapeçaria de Bayeux

A batalha começou por volta das nove horas em 14 de outubro de 1066 e durou todo o dia, mas enquanto um esboço geral é conhecido, os eventos exatos são obscurecidos por relatos contraditórias das fontes. Embora os números de cada lado tenham sido, provavelmente, mais ou menos iguais, Guilherme tinha tanto cavalaria e infantaria, incluindo muitos arqueiros, enquanto Haroldo tinha apenas soldados a pé e alguns arqueiros. Os soldados ingleses formaram uma parede de escudos ao longo do cume, e foram inicialmente tão eficazes que o exército de Guilherme foi forçado a recuar com pesadas baixas. Alguns soldados bretões de Guilherme entraram em pânico e fugiram, e alguns soldados ingleses parecem tê-los perseguido. A cavalaria normanda então atacou e matou os soldados perseguidores. Enquanto os bretões estavam fugindo, rumores varreram as tropas normandas de que o duque havia sido morto, mas Guilherme reuniu seus soldados. Por mais duas vezes os normandos fizeram retiradas falsas, tentando o exército inglês para sua perseguição e permitindo que a cavalaria normanda o atacasse repetidamente. As fontes disponíveis são mais confusas sobre os acontecimentos da tarde, mas parece que o evento decisivo foi a morte de Haroldo, sobre a qual são contadas diferentes histórias. Guilherme de Jumièges afirmou que Haroldo foi morto pelo duque. Afirma-se que a tapeçaria de Bayeux mostra a morte de Haroldo por uma flecha no olho, mas isso pode ser um retrabalho posterior da tapeçaria, em conformidade com as histórias do século XII de que o rei da Inglaterra tinha morrido de um ferimento por flecha na cabeça. Outras fontes afirmaram que ninguém sabia como Haroldo morreu porque a pressão da batalha era tão grande ao redor do rei que os soldados não puderam ver quem deu o golpe fatal. Guilherme de Poitiers não dá detalhe algum sobre a morte de Haroldo.

### Rescaldo de Hastings
No dia seguinte à batalha, o corpo de Haroldo foi identificado, seja por sua armadura ou marcas em seu corpo. Os corpos dos ingleses mortos, entre os quais alguns de seus irmãos e seus housecarls, foram deixados no campo de batalha, embora alguns tenham sido retirados por parentes mais tarde. A mãe de Haroldo, Gita (Gytha), ofereceu ao duque vitorioso o peso do corpo de seu filho em ouro pela sua custódia, mas sua oferta foi recusada. Guilherme ordenou que o corpo de Haroldo fosse lançado ao mar, mas é incerto se isso aconteceu. Outra história conta que Haroldo foi enterrado no topo de um penhasco. A Abadia de Waltham, que tinha sido fundada pelo rei, mais tarde afirmou que seu corpo tinha sido enterrado lá secretamente. Lendas posteriores afirmam que Haroldo não morreu em Hastings, mas escapou e tornou-se um eremita em Chester.
Após sua vitória em Hastings, Guilherme esperava receber a submissão dos líderes ingleses sobreviventes, mas em seu lugar, Edgar, o Atelingo foi proclamado rei pela Witenagemot, com o apoio dos condes Eduíno e Morcar, Estigando, o Arcebispo da Cantuária, e Aldredo, o Arcebispo de Iorque. Portanto, Guilherme avançou marchando ao redor da costa de Kent para Londres. Ele venceu uma força de ingleses que o atacou em Southwark, mas como não conseguiu atacar a Ponte de Londres procurou chegar à capital por um caminho mais tortuoso.
Guilherme subiu o vale do Tâmisa, para atravessar o rio em Wallingford, Bercéria; lá, ele recebeu a submissão de Estigando. Então viajou para o nordeste ao longo das Chilterns, antes de avançar em direção a Londres pelo noroeste, lutando contra as forças da cidade. Não conseguindo reunir uma resposta militar eficaz, líderes partidários de Edgar perderam a cabeça, e os líderes ingleses se renderam a Guilherme em Berkhamsted, Herefordshire. Guilherme foi aclamado rei da Inglaterra e coroado por Aldredo em 25 de dezembro 1066, na Abadia de Westminster. O novo rei tentou conciliar a nobreza inglesa restante confirmando Morcar, Eduíno e Valdevo (Waltheof) da Nortúmbria em suas terras, assim como dando terras a Edgar, o Atelingo. Guilherme permaneceu na Inglaterra até março de 1067, quando voltou à Normandia com prisioneiros ingleses, incluindo Estigando, Morcar, Eduíno, Edgar, o Atelingo e Valdevo.

## Resistência inglesa

### Primeiras rebeliões
Apesar da submissão dos nobres ingleses, a resistência continuou por vários anos. Guilherme deixou o controle da Inglaterra nas mãos de seu meio-irmão Odo e um dos seus partidários mais próximos, Guilherme FitzOsbern. Em 1067, os rebeldes em Kent lançaram um ataque mal sucedido no Castelo de Dover em combinação com Eustácio II de Bolonha. O proprietário de terras Eadrico, o Selvagem de Shropshire, em aliança com os governantes galeses de Venedócia e Powys, levantaram uma revolta no oeste de Mércia, lutando contra as forças dos normandos situadas em Hereford. Estes eventos forçaram Guilherme a voltar à Inglaterra, no final de 1067. Em 1068, o Duque da Normandia sitiou os rebeldes em Exeter, incluindo a mãe de Haroldo, Gita, e depois de sofrer pesadas perdas conseguiu negociar a rendição da cidade. Em maio, a esposa de Guilherme, Matilde, foi coroada rainha em Westminster, um importante símbolo da crescente estatura internacional do rei. Mais tarde neste ano, Eduíno e Morcar levantaram uma revolta em Mércia com ajuda galesa, enquanto Gospatrico, o recém-nomeado conde de Nortúmbria, liderou um levante na região, que ainda não tinha sido ocupada pelos normandos. Estas rebeliões rapidamente entraram em colapso quando Guilherme se moveu contra elas, construindo castelos e instalando guarnições como já havia feito no sul. Eduíno e Morcar se submeteram novamente, enquanto Gospatrico fugiu para a Escócia, assim como Edgar, o Atelingo e sua família, que pode ter se envolvido nessas revoltas. Enquanto isso os filhos de Haroldo, que tinham se refugiado na Irlanda, invadiram Somerset, Devon e Cornualha pelo mar.

### Revoltas de 1069

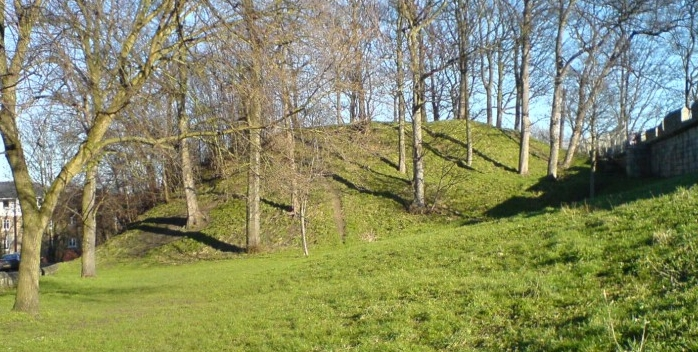
Os restos do segundo castelo de Baile em mota construído por Guilherme em Iorque

No início de 1069, Roberto de Comines, o normando recém-investido conde de Nortúmbria, e várias centenas de soldados que o acompanhavam foram massacrados em Durham. A rebelião da Nortúmbria foi acompanhada por Edgar, Gospatrico, Sivardo Barn e outros rebeldes que se tinham refugiado na Escócia. O castelão de Iorque, Roberto fitzRichard, foi derrotado e morto, e os rebeldes cercaram o castelo normando na cidade. Guilherme correu ao norte com um exército, derrotou os rebeldes fora de Iorque e os perseguiu até a cidade, massacrando os habitantes e encerrando a revolta. Ele construiu um segundo castelo em Iorque, fortaleceu as forças normandas em Nortúmbria e depois voltou para o sul. Uma revolta local posterior foi esmagada pela guarnição da cidade. Os filhos de Haroldo lançaram um segundo ataque da Irlanda e foram derrotados em Devon por forças normandas do conde Brian, filho de Eudes de Penthièvre. Em agosto ou setembro de 1069, uma grande frota enviada por Sueno II da Dinamarca chegou ao longo da costa da Inglaterra, o que provocou uma nova onda de rebeliões por todo o país. Após ataques abortados no sul, os dinamarqueses juntaram forças com um novo levante da Nortúmbria, que também foi acompanhado por Edgar, Gospatrico e os outros exilados da Escócia, bem como Valdevo. As forças dinamarquesas e inglesas combinadas derrotaram a guarnição normanda em Iorque, apreenderam os castelos e assumiram o controle de Nortúmbria, apesar de uma incursão em Lincolnshire liderada por Edgar ter sido derrotada pela guarnição normanda de Lincoln.
Ao mesmo tempo, a resistência reacendeu-se no oeste de Mércia, onde as forças de Eadrico, o Selvagem, juntamente com seus aliados galeses e outras forças rebeldes de Cheshire e Shropshire, atacaram o castelo de Shrewsbury. No sudoeste, os rebeldes de Devon e Cornualha atacaram a guarnição normanda em Exeter, mas foram repelidos pelos defensores e espalhados por uma força de socorro normanda do conde Brian. Outros rebeldes de Dorset, Somerset e áreas vizinhas cercaram o Castelo de Montacute, mas foram derrotados por um exército normando reunido a partir de Londres, Winchester e Salisbúria sob Godofredo de Coutances. Enquanto isso, Guilherme atacou os dinamarqueses, que tinham ancorado para o inverno ao sul de Humber, em Lincolnshire, e os conduziu de volta à margem norte. Deixando Roberto de Mortain encarregado de Lincolnshire, ele tornou a oeste e derrotou os rebeldes de Mércia em batalha em Stafford. Quando os dinamarqueses tentaram retornar a Lincolnshire, lá as forças normandas novamente os levaram a recuar para Humber. Guilherme avançou pela Nortúmbria, derrotando uma tentativa de bloquear a sua travessia do caudaloso rio Aire em Pontefract. Os dinamarqueses fugiram a sua aproximação, e ele ocupou Iorque. Ele comprou o afastamento dos dinamarqueses, que concordaram em deixar a Inglaterra na primavera, e durante o inverno de 1069-1070 as suas forças devastaram sistematicamente a Nortúmbria, no Massacre do Norte, subjugando toda a resistência. Como um símbolo de sua renovada autoridade sobre o norte, Guilherme cerimonialmente usou sua coroa em Iorque no dia de Natal de 1069.
No início de 1070, assegurando a submissão de Valdevo e Gospatrico e conduzindo Edgar e seus partidários restantes de volta à Escócia, Guilherme voltou à Mércia, onde baseou-se em Chester e esmagou toda a resistência remanescente na área, antes de voltar para o sul. Legados papais chegaram e na Páscoa recoroaram Guilherme, o que teria simbolicamente reafirmado seu direito ao reino. O rei da Inglaterra também supervisionou um expurgo dos prelados da Igreja, principalmente Estigando, que foi deposto da Cantuária. Os legados papais também impuseram penitências a Guilherme e seus partidários que estavam em Hastings e campanhas subsequentes. Assim como Cantuária, a Sé de Iorque tinha se tornado vaga após a morte de Aldredo, em setembro de 1069. Ambas as sés foram preenchidas por homens leais ao rei: Lanfranco, abade da fundação de Guilherme em Caen, recebeu Cantuária, enquanto Tomás de Bayeux, um dos capelães de Guilherme, foi instalado na Sé de Iorque. Alguns outros bispados e abadias também receberam novos bispos e abades e Guilherme confiscou parte da riqueza dos mosteiros ingleses, que tinham servido como repositórios para os bens dos nobres nativos.

### Problemas dinamarqueses

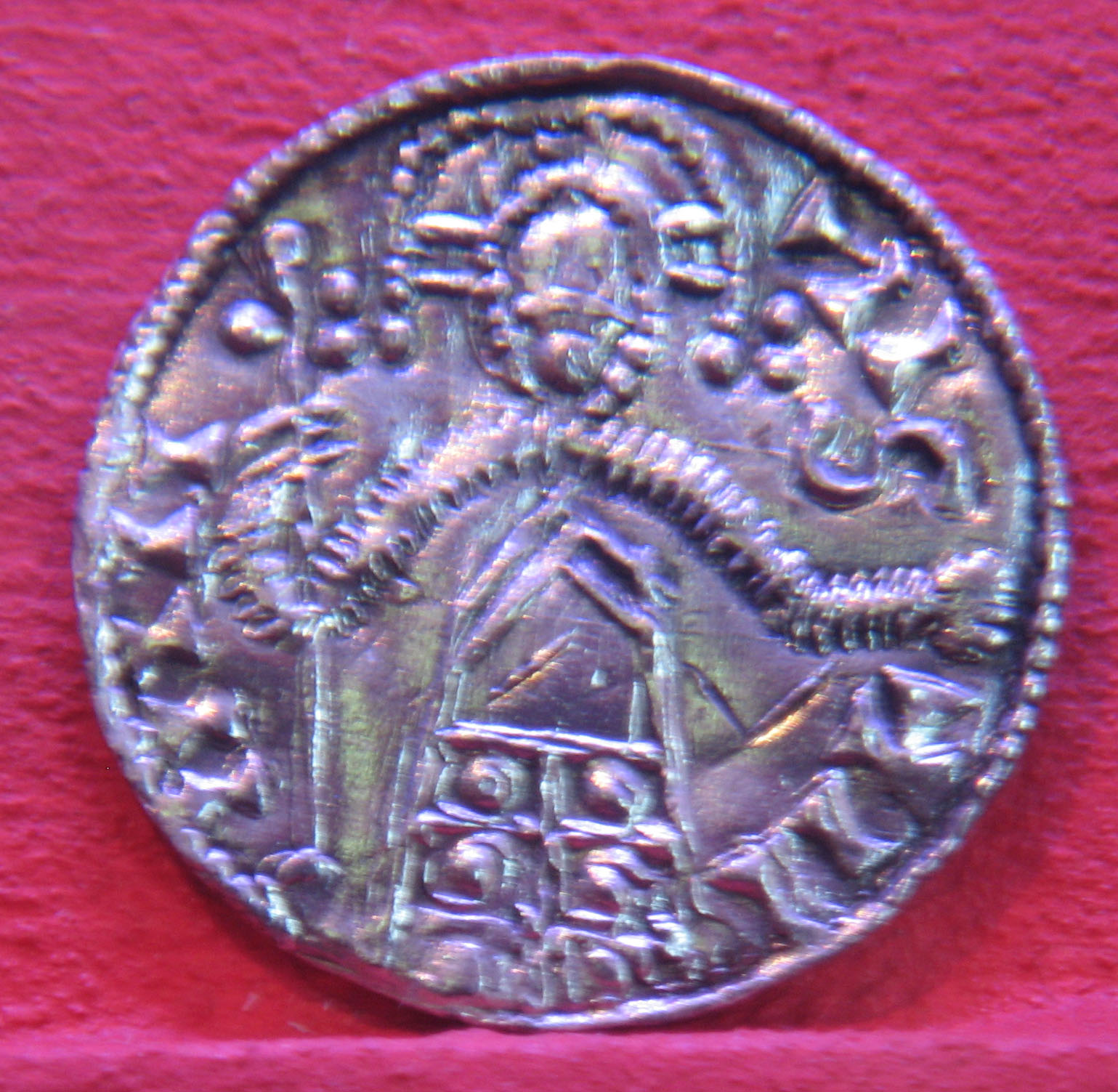
Moeda de Sueno II da Dinamarca

Em 1070, Sueno II da Dinamarca chegou para assumir o comando pessoal de sua frota e renunciou ao acordo anterior para retirada, enviando tropas a Fens para unir forças com os rebeldes ingleses liderados por Herevardo, o Vigilante, com base na Ilha de Ely. Sueno logo aceitou mais um pagamento de danigeldo por Guilherme, e voltou para casa. Após a saída dos dinamarqueses os rebeldes de Fens permaneceram livres, protegidos pelos pântanos, e no início de 1071 houve a eclosão final da atividade rebelde na área. Eduíno e Morcar novamente voltaram-se contra Guilherme, e embora Eduíno tenha sido rapidamente traído e morto, Morcar chegou a Ely, onde ele e Herevardo se juntaram a rebeldes exilados que tinham navegado da Escócia. Guilherme chegou com um exército e uma frota para acabar com este último bolsão de resistência. Depois de algumas falhas dispendiosas, os normandos conseguiram construir um pontão para chegar à ilha de Ely, derrotaram os rebeldes na ponte e invadiram a ilha, marcando o fim efetivo da resistência inglesa. Morcar foi preso pelo resto de sua vida; Herevardo foi perdoado e teve suas terras devolvidas.

### Última resistência
Guilherme enfrentou dificuldades em suas posses continentais em 1071, mas em 1072 ele retornou à Inglaterra e marchou ao norte para confrontar o rei Malcolm III da Escócia. Esta campanha, que incluiu um exército terrestre apoiado por uma frota, resultou no Tratado de Abernethy, em que Malcolm expulsou Edgar, o Atelingo da Escócia e concordou com algum grau de subordinação a Guilherme. A natureza exata dessa subordinação não é clara – o tratado se limitou a afirmar que Malcolm tornou-se homem de Guilherme. Se isso valia apenas para a Cúmbria e Lothian ou a todo o Reino da Escócia permaneceu ambíguo.
Em 1075, durante a ausência de Guilherme, Raul de Gael, conde de Norfolk, e Rogério de Breteuil, conde de Hereford, conspiraram para derrubá-lo na Revolta dos Condes. A razão exata da rebelião não é clara, mas foi iniciada no casamento de Raul com uma parente de Rogério, realizado em Exning. Outro conde, Valdevo, apesar de ser um dos favoritos de Guilherme, também esteve envolvido, e alguns senhores bretões estavam prontos para oferecer apoio. Raul também pediu ajuda dinamarquesa. O rei permaneceu na Normandia, enquanto seus homens na Inglaterra subjugaram a revolta. Rogério não foi capaz de deixar sua fortaleza em Herefordshire por causa dos esforços de Vulstano (Wulfstan), bispo de Worcester, e Etelvigo (Aethelwig), abade de Evesham. Raul foi cercado no Castelo de Norwich pelos esforços combinados de Odo de Bayeux, Godofredo de Coutances, Ricardo fitzGilbert e Guilherme de Warenne. Norwich foi cercada e rendida, e Raul foi para o exílio. Enquanto isso, o irmão do rei da Dinamarca, Canuto, finalmente chegou à Inglaterra com uma frota de 200 navios, mas era tarde demais, pois Norwich já havia se rendido. Então os dinamarqueses promoveram ataques ao longo da costa, antes de voltar para casa. Guilherme somente retornou à Inglaterra no final de 1075, para lidar com a ameaça dinamarquesa e as consequências da rebelião, comemorando o Natal em Winchester. O Conde de Norfolk e Valdevo foram mantidos na prisão, onde Valdevo foi executado em maio de 1076. Nessa época Guilherme tinha voltado para o continente, onde Raul continuava a rebelião a partir da Bretanha.

## Controle da Inglaterra

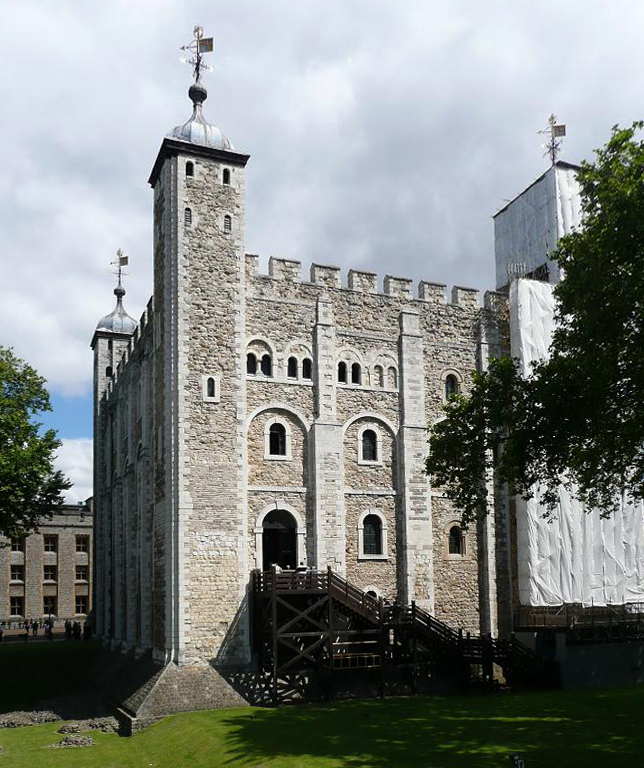
A Torre de Londres, originalmente iniciada por Guilherme, o Conquistador, para controlar Londres.

Uma vez conquistada a Inglaterra, os normandos enfrentaram muitos desafios para manter o controle. Eles estavam em número reduzido em comparação com a população nativa inglesa; incluindo os de outras partes da França, os historiadores estimam que o número de colonos normandos era de cerca de 8 000. Os seguidores do rei esperavam e receberam terras e títulos em troca de seus serviços na invasão, mas Guilherme reivindicou a posse definitiva das terras na Inglaterra sobre as quais os seus exércitos tinham lhe dado de facto o controle, e garantiu o direito de dispor delas como bem entendesse. Daí em diante, todas as terras foram "mantidas" diretamente pelo rei em posse feudal, em troca de serviço militar. Um lorde normando tipicamente tinha propriedade localizada de forma fragmentada em toda a Inglaterra e Normandia, e não em um único bloco geográfico.
Para encontrar terras para compensar seus seguidores normandos, Guilherme inicialmente confiscou os bens de todos os lordes ingleses que tinham lutado e morrido com Haroldo e redistribuiu parte de suas terras. Estas apreensões levaram a revoltas, que resultaram em mais apreensões, um ciclo que continuou por cinco anos após a Batalha de Hastings. Para derrubar e evitar novas rebeliões, os normandos construíram castelos e fortificações em números sem precedentes, no início principalmente no padrão castelo de mota. O historiador Robert Liddiard observa que "ao olhar a paisagem urbana de Norwich, Durham ou Lincoln, somos forçados a lembrar do impacto da invasão normanda". O rei e seus barões também exerceram um controle mais rígido sobre a herança de bens por viúvas e filhas, muitas vezes obrigando casamentos com normandos.
Uma comparação do sucesso do rei na tomada de controle é que, a partir de 1072 até a conquista capetiana da Normandia em 1204, Guilherme e seus sucessores eram governantes, em grande parte, ausentes. Por exemplo, depois de 1072, Guilherme passou mais de 75 por cento do seu tempo na França, em vez de na Inglaterra. Enquanto precisava estar pessoalmente presente na Normandia para defender o reino de uma invasão estrangeira e sufocar as revoltas internas, ele montou estruturas administrativas reais que lhe permitiram governar a Inglaterra à distância.

## Consequências

### Substituição da elite
Uma consequência direta da invasão foi a eliminação quase total da velha aristocracia inglesa e a perda de controle sobre a Igreja Católica na Inglaterra. Guilherme sistematicamente despojou de terras os proprietários ingleses e conferiu sua propriedade a seus seguidores continentais. O Domesday Book documenta meticulosamente o impacto deste programa colossal de expropriação, revelando que por volta de 1086 apenas cerca de cinco por cento da terra na Inglaterra ao sul de Tees foi deixada em mãos inglesas. Mesmo este pequeno resto foi ainda mais reduzido nas décadas que se seguiram e a eliminação da propriedade da terra nativa foi mais completa em partes do sul do país.
Os nativos também foram retirados dos altos cargos governamentais e eclesiásticos. Depois de 1075, todos os condados foram mantidos por normandos, e ingleses foram apenas ocasionalmente nomeados como xerifes. Da mesma forma, na Igreja, titulares ingleses de cargos seniores foram retirados de seus cargos ou mantidos no lugar por seu tempo de vida e substituídos por estrangeiros quando morreram. Em 1096, nenhum bispado era ocupado por qualquer inglês, e abades nativos tornaram-se incomuns, especialmente nos mosteiros maiores.

### Emigração inglesa

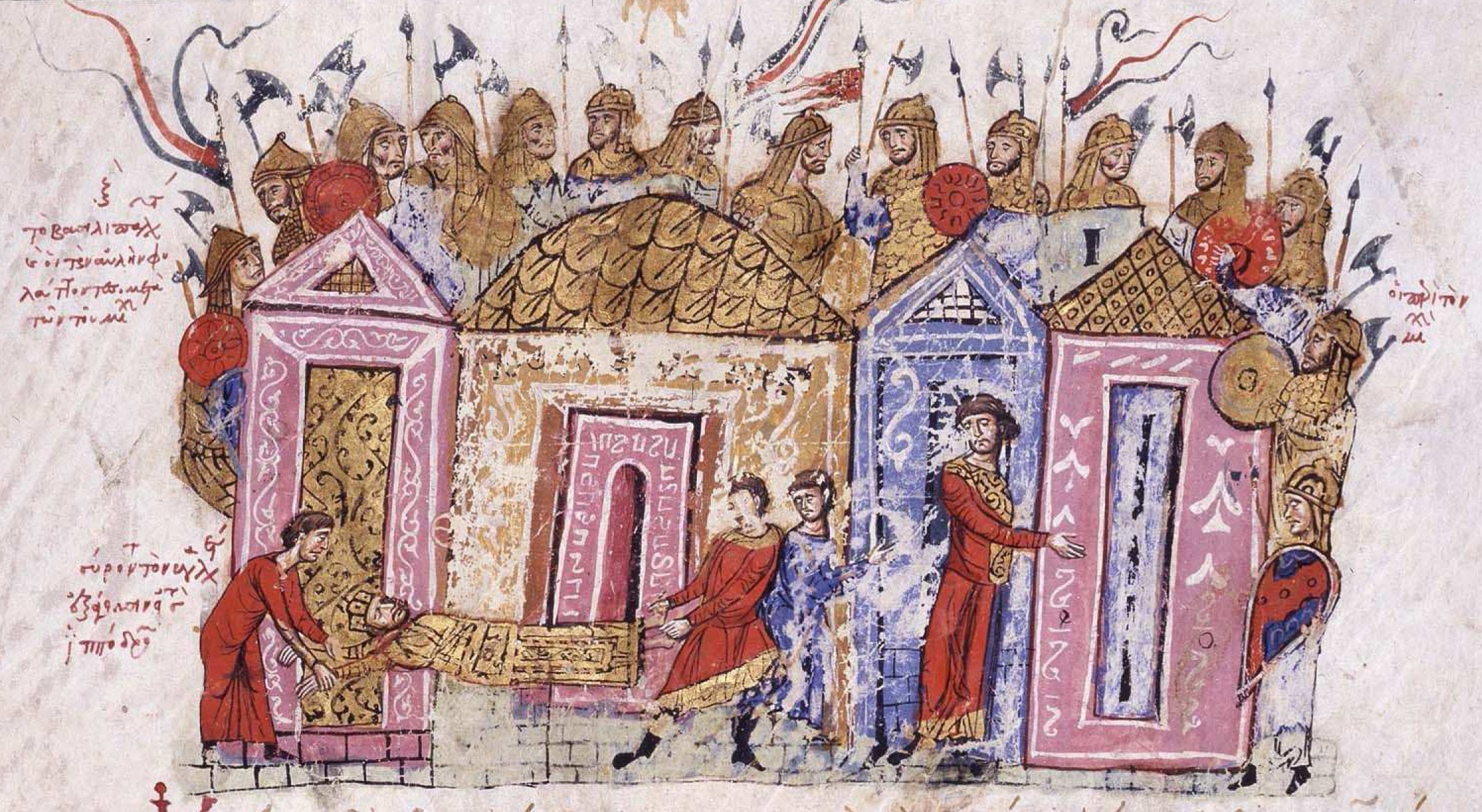
Guarda varegue no século XII, iluminura no Escilitzes de Madrid

Após a conquista, muitos anglo-saxões, incluindo grupos de nobres, fugiram do país para a Escócia, a Irlanda ou a Escandinávia. Membros da família do rei Haroldo II buscaram refúgio na Irlanda e usaram suas bases no país para invasões mal-sucedidas da Inglaterra. O maior êxodo individual ocorreu em 1070, quando um grupo de anglo-saxões em uma frota de 235 navios navegou para o Império Bizantino. O império tornou-se um destino popular para muitos nobres e soldados ingleses, já que os bizantinos necessitavam de mercenários. Os ingleses tornaram-se um elemento predominante na guarda varegue de elite, até então uma unidade em grande parte escandinava, a partir da qual a guarda pessoal do imperador era montada. Alguns dos imigrantes ingleses se estabeleceram nas regiões fronteiriças bizantinas na costa do mar Negro, e criaram cidades com nomes como Nova Londres e Nova Iorque.

### Sistemas de governo

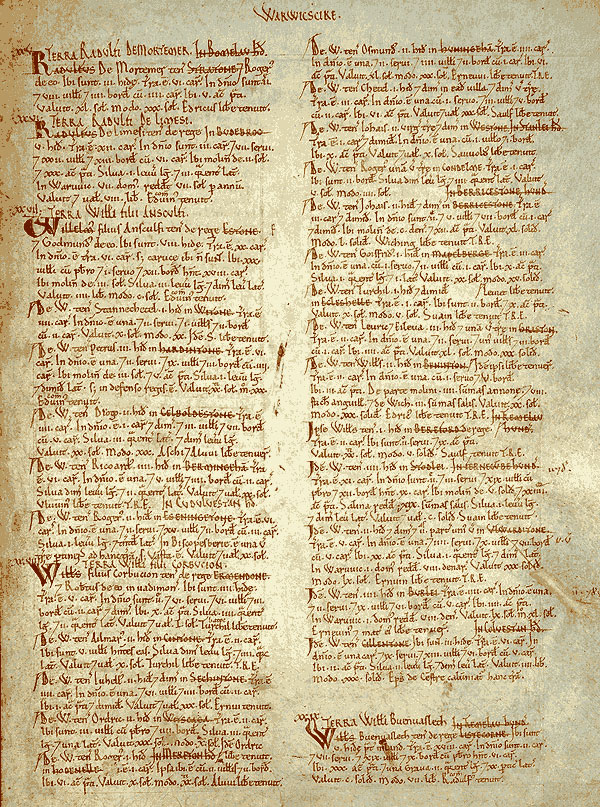
Página do inquérito Domesday de Warwickshire

Antes que os normandos chegassem, sistemas de governo anglo-saxões eram mais sofisticados do que seus correspondentes na Normandia. Toda a Inglaterra era dividida em unidades administrativas chamadas condados (shires), com subdivisões; a corte real era o centro do governo e as cortes reais existiam para garantir os direitos dos homens livres. Condados eram governados por funcionários conhecidos como supervisores ou xerifes. A maioria dos governos medievais estava sempre em movimento, mantendo a corte onde o clima e a comida ou outros assuntos estivessem melhores no momento; a Inglaterra tinha um tesouro permanente em Winchester antes da conquista de Guilherme. Uma das principais razões para a força da monarquia inglesa era a riqueza do reino, construída sobre o sistema inglês de tributação, que incluía um imposto a proprietários de terras. A cunhagem inglesa também era superior à maioria das outras moedas em uso no noroeste da Europa, e a capacidade de cunhar moedas era um monopólio real. Os reis da Inglaterra também tinham desenvolvido o sistema de emissão de mandados para os seus funcionários, além da prática medieval normal da emissão de cartas. Mandados eram instruções a um funcionário ou grupo de funcionários, ou notificações de ações reais, como as nomeações para cargos ou algum tipo de concessão.
Esta forma medieval sofisticada de governo foi entregue aos normandos e foi a base para novos desenvolvimentos. Eles mantiveram a estrutura de governo, mas fizeram alterações no pessoal, embora num primeiro momento o novo rei tenha tentado manter alguns nativos no cargo. Até o fim do reinado de Guilherme a maioria dos funcionários do governo e da família real era de normandos. A linguagem dos documentos oficiais também mudou, do inglês antigo para o latim. As leis florestais foram introduzidas, levando à reserva de grande parte da Inglaterra como floresta real. A pesquisa Domesday era um catálogo administrativo das propriedades rurais do reino, e foi exclusiva na Europa medieval. Era dividida em seções de acordo com os condados, e listava todas as propriedades rurais de cada tenência do rei, assim como quem ocupava o terreno antes da conquista.

### Língua
Um dos efeitos mais evidentes da conquista foi a introdução do anglo-normando, um dialeto setentrional do francês antigo, como a língua das classes dominantes na Inglaterra, deslocando o inglês antigo. Palavras em francês entraram no idioma inglês, e mais um sinal da mudança foi o uso de nomes próprios comuns na França em vez de nomes anglo-saxões. Nomes masculinos, como William (Guilherme), Robert (Roberto) e Richard (Ricardo), logo se tornaram comuns; nomes femininos mudaram mais lentamente. A invasão normanda teve pouco impacto sobre nomes de lugares, que tinham mudado significativamente após as invasões escandinavas anteriores. Não se sabe exatamente quanto de inglês antigo os invasores normandos aprenderam, nem quanto o conhecimento do francês se propagou entre as classes mais baixas, mas as exigências do comércio e da comunicação básica provavelmente indicam que pelo menos alguns dos normandos e ingleses nativos tornaram-se bilíngues. No entanto, sabe-se que o próprio Guilherme, o Conquistador, nunca desenvolveu um conhecimento prático de inglês e por séculos depois o inglês não era bem compreendido pela nobreza.

### Imigração e casamentos mistos
Estima-se que 8 000 normandos e outros continentais se estabeleceram na Inglaterra, como resultado da conquista, ainda que não seja possível estabelecer números exatos. Alguns desses novos moradores casaram-se com ingleses nativos, mas a extensão desta prática nos anos imediatamente após Hastings não é clara. Vários casamentos são atestados entre homens normandos e mulheres inglesas durante os anos anteriores a 1100, mas tais casamentos eram incomuns. A maioria dos normandos continuou a contrair casamentos com outros normandos ou outras famílias continentais e não com ingleses. Um século após a invasão, os casamentos entre ingleses nativos e os imigrantes normandos tornaram-se comuns. No início da década de 1160, Elredo de Rievaulx escreveu que o casamento misto era comum em todos os níveis da sociedade.

### Sociedade

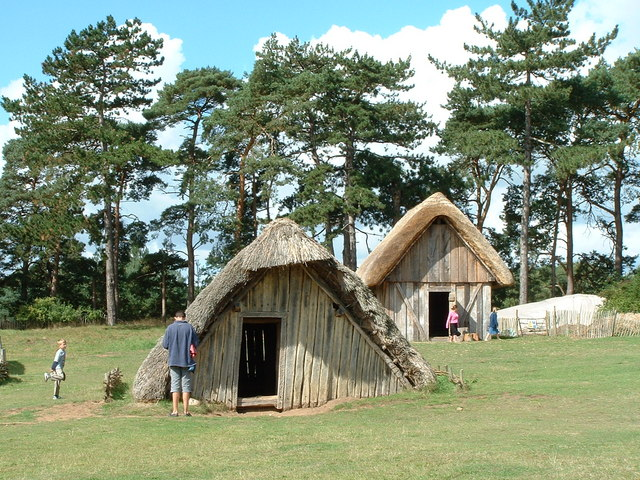
Reconstrução moderna de uma vila anglo-saxônica em West Stow

O impacto da conquista sobre os níveis mais baixos da sociedade inglesa é difícil de avaliar. A principal alteração foi a eliminação da escravidão na Inglaterra, que tinha desaparecido em meados do século XII. Havia cerca de 28 mil escravos listados no Domesday Book em 1086, menos do que tinha sido enumerado em 1066. Em alguns lugares, como Essex, o declínio de escravos foi de 20 por cento durante esses 20 anos. As principais razões para o declínio da posse de escravos parecem ter sido a desaprovação da Igreja e o custo de manter escravos, que ao contrário dos servos, tinham que ser mantidos inteiramente por seus proprietários. A prática da escravidão não foi proibida, e as "Leis de Henrique I" (Leges Henrici Primi), desde o reinado de Henrique I, continuavam a mencionar a posse de escravos como legal.
Muitos dos camponeses livres da sociedade anglo-saxônica parecem ter perdido o status e tornaram-se indistinguíveis dos servos não livres. Se esta mudança se deveu inteiramente à conquista não é certo, mas a invasão e seus efeitos posteriores provavelmente aceleraram um processo já em curso. A propagação das cidades e o aumento de assentamentos nucleares no campo, em vez de fazendas espalhadas, provavelmente foram acelerados com a chegada dos normandos à Inglaterra. O estilo de vida dos camponeses provavelmente não mudou muito nas décadas após 1066. Embora os historiadores anteriores argumentassem que as mulheres se tornaram menos livres e perderam muitos direitos com a conquista, o entendimento acadêmico atual tem em sua maioria rejeitado essa visão. Pouco se sabe sobre outras mulheres que não as da classe proprietária de terras, por isso não é possível tirar conclusões sobre a situação das mulheres camponesas após 1066. Mulheres nobres parecem ter continuado a influenciar a vida política, principalmente através de suas relações de parentesco. Tanto antes como depois de 1066, mulheres aristocráticas podiam possuir terras, e algumas mulheres continuaram a ter a capacidade de dispor de sua propriedade como quisessem.

## Historiografia
Debates sobre a conquista começaram quase imediatamente. A Crônica Anglo-Saxônica, ao discutir a morte de Guilherme, o Conquistador, denunciou-o - e sua conquista - em verso, mas o obituário do rei, feito por Guilherme de Poitiers, um francês, foi laudatório e cheio de elogios. Os historiadores, desde então, discutiram sobre os fatos da matéria e como interpretá-los, com pouco consenso. A teoria ou mito do "Jugo Normando" surgiu no século XVII, com a ideia de que a sociedade anglo-saxônica tinha sido mais livre e mais igual do que a sociedade que emergiu após a conquista. Esta teoria se deve mais ao período em que foi desenvolvida do que a fatos históricos, mas continua a ser usada tanto no pensamento político quanto no popular nos dias de hoje.
Nos séculos XX e XXI, historiadores têm se centrado menos na correção ou incorreção da própria conquista, concentrando-se mais sobre os efeitos da invasão. Alguns, como Richard Southern, viram a conquista como um ponto de transição crítico na história. Southern afirmou que "nenhum país na Europa, entre o surgimento dos reinos bárbaros e o século XX, passou por uma mudança tão radical em tão pouco tempo como a Inglaterra experimentou depois de 1066". Outros historiadores, como H. G. Richardson e G. O. Sayles, acreditam que a transformação foi menos radical. Em termos mais gerais, um escritor chamou a conquista de "o último eco das migrações nacionais que marcaram o início da Idade Média". O debate sobre o impacto da conquista depende de como os indicadores são usados para medir a mudança depois de 1066. Se a Inglaterra Anglo-Saxônica já estava se desenvolvendo antes da invasão, com a introdução do feudalismo, castelos ou outras mudanças na sociedade, então a conquista, embora importante, não representou uma reforma radical. Mas a mudança foi dramática, se medida pela eliminação da nobreza inglesa ou a perda do inglês antigo como língua literária. Argumentos nacionalistas foram feitos em ambos os lados do debate, com os normandos apontados tanto como os perseguidores dos ingleses ou os salvadores do país a partir de uma decadente nobreza anglo-saxônica.